# Hydropsyche harpagofalcata
Hydropsyche harpagofalcata är en nattsländeart som beskrevs av Wolfram Mey 1995. Hydropsyche harpagofalcata ingår i släktet Hydropsyche och familjen ryssjenattsländor. Inga underarter finns listade i Catalogue of Life.